# A tanú (film)
A tanú Bacsó Péter által 1968–1969 között készült, 1979-ben bemutatott egész estés magyar film, amely betiltása miatt 10 évig dobozban maradt. Műfaját tekintve szatirikus filmvígjáték-dráma. Budapesten, Szentendrén és Tahitótfaluban forgatták.
Elkészülte után – bár a Rákosi-rendszerről szól, azonnal betiltotta a Szirmai István 1969. szeptemberi halálát követően pozícióba került Aczél György. Tíz évig dobozban volt, csak zártkörű vetítéseken, kevesen láthatták. Állítólag 1979-ben is csak azért kerülhetett a nagyközönség elé, mert be akarták mutatni külföldön egy filmfesztiválon,[pontosabban?] amely betiltott alkotásokat szemlézett. Mások úgy tudják, hogy Bacsó Pozsgay Imrénél tudta elérni, hogy bemutassák, miután a szintén az ötvenes éveket idéző A ménesgazda (1978) és az Angi Vera (1979) című filmek is díjakat nyertek külföldön. 1980-ban Gilles Jacobnak, a cannes-i fesztivál főmegbízottjának is megmutatták, aki a Mephisto (1981) és a Cserepek (1981) című versenyfilmek mellé meghívta az 1981-es cannes-i filmfesztivál ún. Un certain regard szekciójába. Ott olyan nagy sikerrel mutatkozott be, hogy azonnal megvásárolta harminckét ország. A tanú évek alatt kultuszfilmmé érett. Az első legális vetítések egyike Magyarországon az 1977-es Bacsó-vígjátékszemle keretében zajlott, a József körút 63. szám alatti Bányász moziban. 1979. június 6-ától a Nagymező utcai Tinódiban vetítették két évig. A mozifilm a Mafilm gyártásában készült, s a MOKÉP forgalmazásában jelent meg. 1980 tavaszától már több moziban is vetítették.
2012-ben bekerült a Magyar Művészeti Akadémia tagjai által kiválasztott legjobb 53 magyar film közé.
A filmet digitálisan felújították, s ezt 2018-ban mutatták be. 2019-ben előkerült a film eredeti cenzúrázatlan változata, amit digitálisan felújítva a 2019-es cannes-i fesztiválon mutattak be, ezt követően júniustól került a magyar mozikba.
Folytatását 1994-ben készítette el Bacsó Megint tanú címmel, ám az első rész sikerét már nem érte el.
A filmet feldolgozták regényben (1980) és színpadi változatai is születtek (2003, 2012). (Bővebben lásd: Feldolgozások)

## Cselekmény

A lebukás.
Középen: Iványi József (színművész)

Csetneky, a „kisnyilas”
(Kátay Endre)

Az 1969-es cenzúrázott film cselekménye
1950-et írunk. A főhős, Pelikán József, a dunai gátőr egyedül neveli gyerekeit, mióta neje megszökött egy román uszálykormányossal. A film elején Pelikán nem kap húst a boltban, hogy gyerekeinek enni adhasson, ezért otthon bejelenti: „Dezsőnek meg kell halnia” – vagyis titokban le kell vágniuk a pincében nevelt egyetlen disznójukat, ami akkor illegális, úgynevezett feketevágásnak minősült. A tervet végrehajtják: a pincében az apa levágja Dezsőt, közben pedig a Pelikán gyerekekből álló ad hoc úttörőőrs énekpróbát tart (Ej-haj, száll az ének…), hogy hangjuk elnyomja a disznó visítását. Mire „állampolgári” beljelentés nyomán kiszáll a biciklis rendőrjárőr, rendben lezajlik a vágás.
Másnap a folyóparton Pelikán találkozik egyik régi illegális kommunista elvtársával, Dániel Zoltánnal, aki most miniszter, és éppen horgászik. Dániel a vízbe pottyan, ám Pelikán kimenti, majd hazaviszi és ágyba dugja, nehogy megfázzon. Közben egy „komoly, névtelen, írógéppel írt feljelentés” miatt ismét megjelennek náluk a rendőrök. Dániel nagy hévvel magyarázza a közegeknek, hogy hibát követnek el: Pelikán régi kommunista, mindenkin segít, sose szegne törvényt; a háború alatt őt is bújtatta a nyilasok elől, majd – mielőtt Pelikán megakadályozhatná – elhúzza az asztalt és megmutatja nekik a lejárót a pincébe, ahol szépen tálba rakva sorakoznak a levágott disznó feldolgozott darabjai. A feketevágás ezzel bizonyítást nyer, aminek láttán Dániel már nem tudja, de nem is akarja megmenteni Pelikánt, mert „– Kommunistákra tízszeresen-százszorosan vonatkozik a törvény!”, akit azonnal le is tartóztatnak, és elvisznek, a bizonyítékul szolgáló húst pedig lelocsolják petróleummal. Így Dezsőnek hiába kellett kimúlnia, a család éhen marad.
Pelikán börtönbe kerül. Itt találkozik az egykori rendőrségi verőember Gulyással, aki még 1944-ben kiverte a fogait. Már-már nekiront, hogy bosszút álljon rajta, amikor belép szobatársuk, egy katolikus püspök. Nem sokkal ezután Pelikánt meglátogatja a beszélőn a lánya, aki megnyugtatja: múltjára való tekintettel lehet, hogy enyhe büntetést kap, hacsak nem éppen vele akarnak példát statuálni, merthogy „szocialista jog, meg minden”. Lehet, hogy védőügyvédje (!) a legsúlyosabb ítéletet fogja kérni, mivel a statuálás a fontos (ezt Pelikán egyáltalán nem érti), de végül titokzatos módon hazakerül. Találkozik egy Csetneky nevű földijével is (aki már 1942-ben is feljelentette) és jól megfenyegeti (nyilván ő a névtelen följelentő). Pelikán megpróbálja felkeresni barátját a minisztériumban, ahol azonban már nem is emlékeznek Dánielre, s azt sem tudják, ki a miniszter.
Egyik este érte jön a „nagy fekete autó”, és elviszi egy titokzatos helyre, a még titokzatosabb Virág elvtárshoz, aki megvendégeli, és tájékoztatja arról, hogy „a nemzetközi helyzet egyre fokozódik”, „az osztályharc élesedik” és „az élet nem (egy) habostorta”. Sajátos konspiratív modorában elmagyarázza Pelikánnak, hogy a kommunizmus és a kapitalizmus közti harc egyre durvul, ezért óriási szükség van megbízható, régi kommunistákra, minél több társadalmi poszton – hiszen „ahol nem vagyunk mi, ott az ellenség”. Ennek értelmében megbízza, hogy legyen a Fedett Uszoda igazgatója, valamint közli vele, hogy „egyszer majd kérni fogunk magától valamit…” Pelikán hiába szabadkozik, hogy „én kérem ideológiailag nem vagyok elég képzett”, a kérés, az kérés. Uszodaigazgató lesz.
Másnap Pelikán fagylaltozni viszi a gyerekeit. Amikor hazatérnek, már várja őket a látogatóba érkezett Virág elvtárs és az ő két „fia”. A krumplivacsora közben eldurrantott zacskó (Pelikán kisfiának csínye) ürügyén Virág testőrei szétlövik a szekrény tetején sorakozó befőtteket.
Pelikán munkába áll mint uszodaigazgató. Amikor odaér, hatalmas sort lát a Fedett bejáratánál. Kérdi a jegyszedőtől, miért nem engedi be az embereket, mire az bizalmasan a fülébe súgja, hogy „odabent úsznak”. Pelikán erre bemegy tájékozódni. Mivel „fürdőgatyában” nem ismeri fel Bástya elvtársat, a legfőbb hadügyért, utasítja a jegyszedőt, hogy mindenkit engedjen be, akinek van jegye. A tömeg betódul, és felszabadultan a medencébe ugrál, de ezzel veszélyeztetik Bástya elvtárs biztonságát, gorillái ruhástul a vízbe ugranak, és kimentik a forgatagból. Pelikán pedig ismét börtönbe kerül.
Ott újra találkozik a püspökkel és Gulyással. Ismét elengedik, de este megint elviszi a nagy fekete autó Virág elvtárshoz, aki elmondja neki, hogy Bástya elvtárs már megbocsátott, mivel minden a jegyszedő hibája („A jegyszedőt internáltuk…”). (Virág közben lehordja élemedett korú titkárnőjét annak térdig érő „kurta” szoknyája miatt: „Hagyjuk a szexualitást a hanyatló nyugat ópiumának”.) Ezután kinevezi Pelikánt az Angolpark igazgatójává. „De miért pont Angolpark? Miért nem Vidámpark? Vagy Viccpark?” – kérdi Pelikán. „A torkánál ragadta meg a kérdést… Angolpark! Hogy az angol imperialista világbirodalom röhögjön a markába?! Egy frászt! Vidámpark! Ez kell a dolgozóknak!” – helyesel lelkesen Virág.
Pelikán átszervezi a Vidámparkot. Nincs többé Szellemvasút, hanem helyette a SZOCIALISTA SZELLEM VASÚTJA, táncoló csontvázak helyett bilincseiket törő proletárokkal és szörnyek helyett állami és pártvezetők arcképeivel. Bástya elvtárs elsőként utazik végig az átideologizált szellemvasúton, de a saját képét kísérő sikolytól elájul. Pelikán ismét dutyiba kerül, ahonnan megint Virág elvtárs hozza ki.
Új munkaköre a Narancskutató Intézet vezetése lesz. Bástya elvtárs az intézetbe látogat, ám az erre az alkalomra szervezett ünnepség előtt Pelikán gyerekei megeszik a termést, az egyetlen érett narancsot. A gyomorbeteg Virág ekkor saját citromját veszi elő a zsebéből, és csúsztatja Pelikán kezébe, hogy azt szolgálják fel Bástya elvtársnak. „Mi ez?!” – kérdi a citromba harapó Bástya fancsali, dühös képpel. Pelikán Virág elvtárs unszolására megismétli: „Az új magyar narancs. Kicsit sárgább, kicsit savanyú, de a mienk.”, mire Bástya elvtárs kényszeredetten mosolyogva néz körül. Ezután jutalmul este közösen megnézik a Csárdáskirálynőt, Rátonyi Róbert szereplésével.
Virág elvtárs pedig végre kér valamit: megmondja Pelikánnak, akit minyonnal kínál, hogy ő lesz a koronatanú a kémkedéssel vádolt Dániel Zoltán miniszter elleni koncepciós perben. „Dániel mindent bevallott” – mondja Virág. „Mindent?” – kérdi a megszeppent, értetlen Pelikán. „Mindent” – ismétli nyomatékkal Virág. Pelikán teljesen összezavarodik, elveszti a valóságérzékét, gépiesen ismételgeti az ávós szlogent, miszerint „az a gyanús, ami nem gyanús.” Végül a párt szava győzedelmeskedik benne.
Pelikánt elkezdik felkészíteni a perre. Orvosi vizsgálaton esik át, lúdtalpbetétet kap, beszédtechnikai órákon vesz részt, betanítják a szerepre, felöltöztetik – vagyis tudományos alapossággal formálják a becsületes, de az ellenség által megtévesztett proletár képére. Akkor is a betanult szöveget mormolja, amikor a tárgyalásra való készülése miatt felügyelet nélkül maradt Duna-gát átszakad, és mindent elönt a folyam. A házukból kiöntött falubelijei számára sincs más mondanivalója, mint a Virág elvtárstól tanult bölcsességek: „Ja, elvtársak, az élet nem egy habostorta!” – ami finoman szólva sem teszi éppen népszerűvé. „Itt valami tényleg nem stimmel...” – eszmél fel.
Mivel Gulyás is fontos tanú a tárgyaláson, Pelikán teljesen összezavarodik, felháborodásában elfelejti a betanult szöveget, a bíró legnagyobb megdöbbenésére nem tesz terhelő vallomást Dániel ellen, összeszólalkozik viszont Gulyással, akit a szembesítéskor nyilas pribéknek nevez. Gulyás erre szemrebbenés nélkül módosítja vallomását, s Pelikánt is kémnek nevezi. Pelikán ezért újra rács mögé kerül, immáron mint halálraítélt. Mire viszont eljön a kivégzés napja, sem a hóhér, sem a helyettese, sem annak a helyettese nem jelenik meg a bitófánál, hiába vár rá a smasszer és Pelikán. Együtt, kiáltozva hívogatják a börtönudvaron az állami ítélet-végrehajtót: „– Doktor Kotász! Doktor Kotász!” Ezzel felriasztják álmából a börtönigazgatót, aki pizsamában lejön, belenéz az irataiba, és közli a jó hírt: „– Hát gratulálok, magát rehabilitálni fogják.” Mire az együgyű Pelikán, aki nem ismeri ezt a szót: „– Inkább tessék akasztani!”, majd a smasszer legnagyobb dühére – „A gombócot is megzabálta, a bort is megitta, ki se végzik, dohányt is kap… Egy brancs maguk, ne is tagadja!” – szabadon engedik.
Néhány év múlva a zsúfolt nagykörúti villamoson Pelikán újra találkozik az azóta hatalmát vesztett, mellőzött Virág elvtárssal, aki rezignáltan kijelenti: „Nem baj… Nem baj, visszasírnak még maguk engem!” Mire Pelikán válasza: „Hát, erre azér’ nem mernék megesküdni.”
A film záró idézete:
„Miért halad így a történelem?
Hogy az emberiség derűsen
váljék meg multjától.”

## Szereplők
Bacsó Péter – Kállai Ferencen és Őze Lajoson kívül – kiváló, de kevésbé ismert színészekkel és amatőr szereplőkkel dolgozott. Több művész, többek között Kátay Endre és Velenczey István neve hiányzik a stáblistáról.
| - Pelikán József – Kállai Ferenc - Virág Árpád – Őze Lajos - Bástya elvtárs – Both Béla - Dániel Zoltán miniszter – Fábri Zoltán - Gizi, Pelikán lánya – Monori Lili - I. rendőr – Iványi József - Gulyás Elemér – Bicskey Károly - börtönigazgató – Győrffy György - Virág elvtárs „fiai” – Kézdy György, Korbuly Péter - a durrantó kisfiú – Ifj. Németh István - Gogolák elvtársnő – Versényi Ida - jegyszedő – Tándor Lajos - testőr – Pecsenke József - borbély-hóhér (valószínűleg) Molnár Miklós | - vasutas – Horváth József - operettszínész – Rátonyi Róbert - Csetneki – Kátay Endre - püspök – Bálint György - minisztériumi illetékes – Velenczey István - miniszteri titkárnők – Rákosi Mária, Pádua Ildikó - gépírónő – Dudás Mária - Potocsni elvtársnő (szerep-betanító) – Metzradt Georgette - pszichológus – Vámos László - orvos – Jákó Pál - Tuschinger elvtárs, író – Mezey Lajos - bíró – Bánó Pál - börtönőr – Fehér Tibor - fegyházigazgató – Novák István |

### Színészek

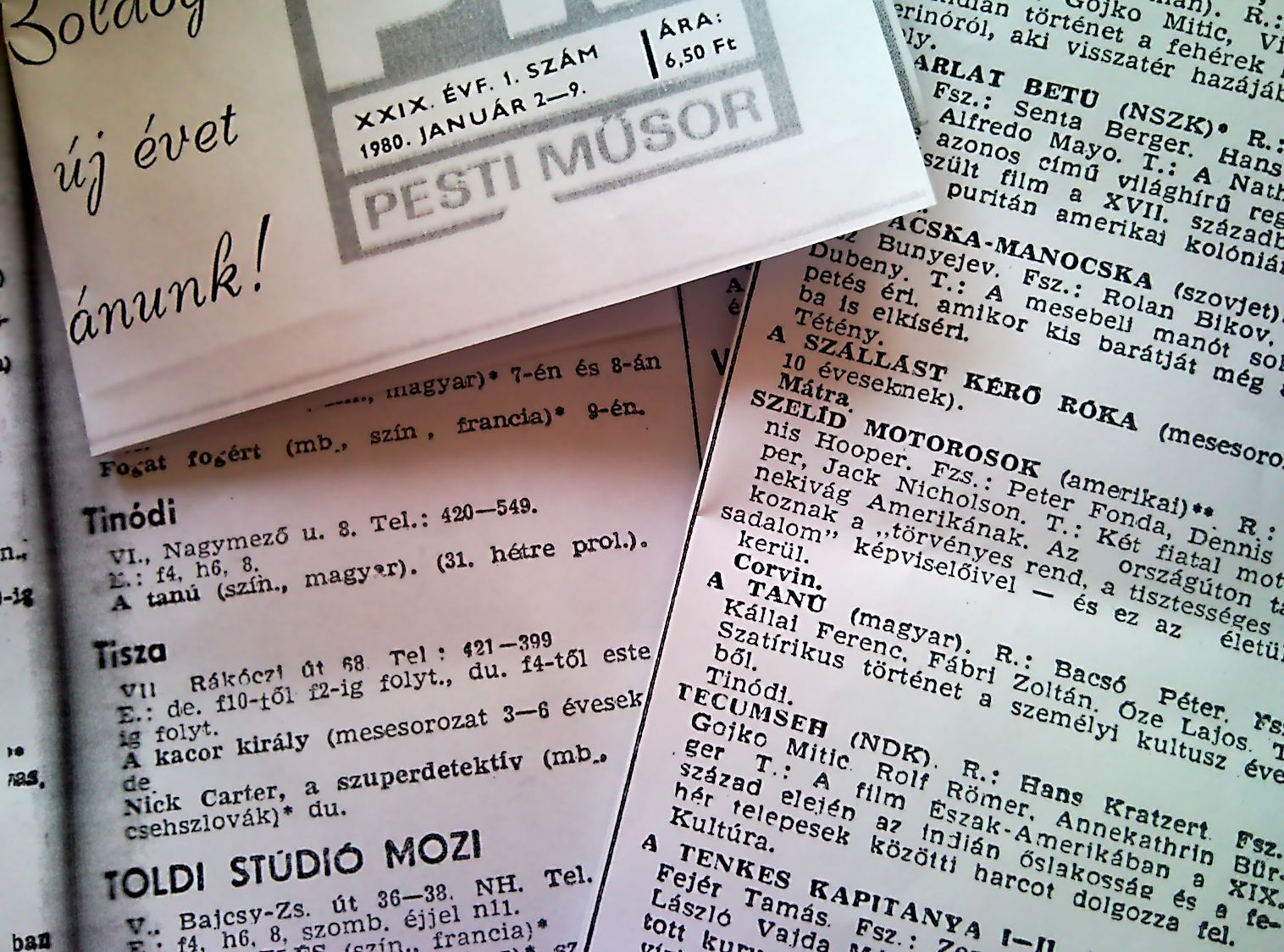
„31. hétre prolongálva”
Ennyi reklám lehetett

Fábri Zoltán filmrendező iskolázott színész is volt. A legendás színházcsináló Both Béla ekkor éppen a Nemzeti Színházat igazgatta, sikeresen lavírozva Marton Endre és Major Tamás között. Vámos László a Madách Színház máshol is sokat foglalkoztatott rendezője volt. Az ország első színházában játszott Velenczey István és a filmen is sokat foglalkoztatott Horváth József. Rátonyi Róbert kevés filmszerepeinek egyikét játszhatta el.
Bánó Pál, Pálffy György és Fehér Tibor a felvétel idején a Miskolci Nemzeti Színháznál volt szerződésben. Kézdy György Pécsett, Iványi József és Novák István Debrecenben működött. Bicskey Károly „száműzetésének” aktuális állomása Veszprém volt. Kátay Endre Szegeden, Mezey Lajos Kecskeméten, Tándor Lajos – vidéki évek után – a Thália Színházban volt szerződésben. Szintén Pesten, a Madách Színházban játszott (zömmel epizódszerepeket) Rákosi Mária. Bálint György több pesti és vidéki szerződés után, akkor a győri társulat tagja volt.

### Főiskolások, amatőrök
A főiskolásokat a későbbi kecskeméti, Madách Színházi színész, majd rádióbemondó Korbuly Péter, valamint Monori Lili és Sipeki Tibor képviselte. Főiskolás nemzedékek tanára, mentora volt Versényi Ida. Kétméteres magassága miatt ritkán kapott-vállalt szerepet. A statiszta Metzradt Georgette beszédtanárként Bacsó más filmjeiben is szerepet kapott. Pecsenke József grafikusként kereste kenyerét. A papírzacskóval durrantó kisfiút, ifj. Németh Istvánt a rendező a bérházukból ismerte, s vitte magával a filmgyárba.

## Cenzúrázatlan változat
- Egy hosszabb jelenetben látható, ahogy a börtönben a katolikus egyház ezeréves fennállásáról és a szocializmus ehhez képest pár évéről beszélnek. Ebben a változatban nem szivaroznak a börtönben.
- Pelikán elvtárs meglátogatja Dániel Zoltánt a börtönben, ahol őt már teljesen megtörték. Pelikán ennek hatására dönt úgy, hogy tanúskodik.
- A börtönös jelenet végén az őr azt mondja Pelikánnak: „Tűnjön el, mert dühbe gurulok!” A „dühbe gurulok” helyett eredetileg azt mondta: „a seggibe lövök”, de a cenzúra miatt át kellett szinkronizálni, a szájáról viszont le lehet olvasni az eredeti, stílushűbb szöveget. A cenzúrázatlan változatban az eredeti szöveggel hallható.
- Amikor Pelikánt az őr a kivégzés helyszínére viszi, megérkezésükkor a cenzúrázatlan változatban a kamera megmutatja az ítélet-végrehajtásra készen álló akasztófát is.
- Az utolsó jelenet, amelyben Pelikán és Virág elvtárs találkoznak a villamoson, hiányzik, mivel azt csak utóbb, ideológiai okokból, a pozitív végkicsengés végett kellett beilleszteni. A változat mindössze azzal végződik, hogy Pelikán bizonytalanul bolyong a Nagykörúton. Megáll egy újságot olvasó fiatalember mellett, és megkérdezi, milyen nap van, majd hogy milyen hónap. Az válaszol, de Pelikán még a Duna állásáról is érdeklődik, mire a fiatalember megkérdezi: „A menyasszonyom nem kéne?”
- A Marx-idézet ebben a változatban a film elején van a stáblista és a József Attila-idézet között.

## Televíziós megjelenések
- Cenzúrázott: M1, M2, Duna, Körös TV, TV2 (1. logó), RTL Klub, Filmmúzeum, Duna World, Film+, M3, M5, Miskolc TV, ATV
- Cenzúrázatlan: ATV, M5, TV2 (4. logó), Super TV2, Duna World, Újbuda TV, Győr+ TV, Hír TV, PRIME, Magyar Mozi TV

## Érdekességek
- A film zenéjét a jeles jazz-zenész, zongorista és zeneszerző Vukán György írta – ez volt a debütálása a filmzenék terén.
- Az egyik ávósnak be volt kötve forgatás közben a szeme, de ez nem a forgatókönyv része volt, csak véletlenül forgatás közben megsérült.
- Bástya elvtárs figurája a személyi kultusszal övezett második idol, a korabeli honvédelmi miniszter, Farkas Mihály hadseregtábornok alakja,[5] Both Béla első filmszerepe. Both Béla 14 év múlva ismét Bástya elvtársként tűnik fel a Te rongyos élet című, szintén Bacsó Péter által rendezett filmben.
- Az egyik jelenetben ruhaipari szakértelmét is megcsillantó Virág elvtárs, a szabósegédből ÁVH-vezérré emelkedett Péter Gábor megtestesítője (Pelikán József öltönyéhez fűz megjegyzéseket).[5] Ám ez nem igazán érthető utalás, mert a filmben Virág elvtárs hobbija az órásmesterség – a szabó szakma említése túl direkt lett volna, ezt a kultúrpolitikai vezetés nem engedélyezte. Azonban az 1980-ban közreadott Bacsó Péter-féle kisregényben az éjszakai kihallgatást megelőzően Virág elvtárs már nem órákkal bíbelődik, hanem varrógépen ügyködik.
- Dániel Zoltán alakja utalás Rajk Lászlóra is.[13] A modell azonban a Horthy, Rákosi és Kádár idejében is bebörtönzött Újhelyi Szilárd – a forgatás időpontjában a rendező filmgyári főnöke – volt.
- Az állami ítélet-végrehajtó, doktor Kotász neve egy labdarúgótól származik.
- A film forgatását egy ízben leállították. A folytatás engedélyezésekor Rényi Pétert[* 15] bízták meg ideológiai-konzultánsi feladattal.[6] Javaslatára-kérésére került be a filmbe Csetneky, a kisnyilas karaktere. Ezzel a rendező azonosulni tudott. Más, ilyen módon bekerült jelenetnek nem örült túlságosan.
- Az Elvtárs, a csákányt jó mélyre vágd című „álcázó” kánon az ötvenes évek egyik legnépszerűbb indulója volt. Szövegét Bacsó Péter írta, egy Makk Károllyal közösen készített főiskolai filmbe. A filmet az ÁVH zsákba tette, és elvitte, csak néhány standfotó maradt meg belőle.[5]
- Azért a Csárdáskirálynő című operettet választották a filmbe, mert ez volt Rákosi kedvence. A rendező szerette volna Rátonyi mellett Honthy Hannát is szerepeltetni, aki azonban túl magas gázsit kért volna.
- Tuschinger elvtárs jelenetét (aki Pelikán vallomásának szerzője) a leányfalui MAHART-üdülő (Péteri villa) teraszán forgatták, ahol a filmgyár üdülője is volt.[14]
- Az összes börtönjelenetet egy gyártelepen forgatták.
- A film egyik humoros jelenete a Budapesti Vidám Parkban játszódott, ahol az igazgatóvá avanzsált Pelikán túlzott ügybuzgalomból a „Szocialista Szellem Vasútjává” rendezte át az addigi Szellemvasutat. A jelenetet a Vidám Park Viharvasútjában forgatták.
- Ugyancsak a vidámparkos jelenetnél látható a főbejárat feletti „Angolpark” felirat, amit az államosítás utáni „Vidámpark” szövegű, vastraverzekre szerelt fénycsőfeliratot eltakarva drótoztak föl, nagy meglepetést keltve a forgatásról mit sem sejtő járókelőkben (a filmen aztán az elé kötötték fel a hevenyészett, betűnként más színű „Vidám” feliratot). A cselekmény szerint maga Pelikán találta ki Angol Park helyett a Vidám Park nevet, hogy ezzel is mérjünk csapást az angol imperialistákra.
- Egy évvel A tanú után készült el Kállai Ferenc újabb filmje, az Én vagyok Jeromos. Ebben egy Pelikánhoz hasonlóan egyenes és becsületes, de kissé naiv vidéki körzeti orvost alakít, akinek a Duna a telkén húzódó gátjával, valamint a gátakat fenntartó vállalattal gyűlik meg a baja (Pelikán is gátőr volt). A gúnyosan rendszerkritikus filmet ugyan bemutatták, de utána évtizedekre dobozba került A tanúhoz hasonlóan.
- A film végén Pelikán hazaindul a börtönből, a Nagykörúton bolyongva érdeklődik, hogy milyen nap van, majd hogy milyen hónap. A filmben itt elhelyezett felirat szerint ezután több év telik el, amikor a körúti villamoson összefut a senkivé zsugorodott, idősödő Virág elvtárssal. A több év ellenére ugyanabban a ruhában van, amiben a börtönből kiengedték. A felirat nélkül a jelenet folyamatos lenne, Pelikán kiszabadul, a Körúton bolyong, felszáll a zsúfolt villamosra, ahol összeakad a rosszkedvű Virággal. Az azonos ruha arra utalhat, hogy a jelenetet eredetileg így tervezhették, de a később elhelyezett felirattal találkozásukat és Virág elvtárs bukását későbbre, 1956 utánra tolták. A könyv változatban a villamoson történt találkozás közvetlenül Pelikán szabadulása után történik.
- Őze Lajos mint Virág elvtárs egy jelenetben egy régi órát szerel. Az évekkel későbbi Az ötödik pecsét című filmben egy külsőleg Virágra hasonlító órásmestert alakít, sőt utolsó filmjében a Hány az óra, Vekker úr?-ban is órásmestert alakít, azonban a forgatás közben bekövetkezett halála miatt jeleneteit Jordán Tamással forgatták újra.
- A kultuszfilm teljeskörű digitális restaurálása 2018-ban történt. Az egyetlen cenzúrázatlan korabeli kópiát digitális technika segítségével rekonstruálták. A kivágott részeket a Filmlabor szakemberei be tudták illeszteni a filmbe, és 4K felbontású minőségben restaurálták a filmhez.[15][16][17]
- A filmben négy rendező is játszik: Fábri Zoltán, Both Béla (a Nemzeti Színház korabeli igazgatója), Vámos László és Versényi Ida.[18]

### Szállóigék
A tanú Magyarország egyik legjelentősebb kultuszfilmje, ami a nyilvános vetítései óta eltelt idők alatt sem veszített a népszerűségéből. Bizonyos mondatai az évtizedek során szállóigékké, a köznyelv részévé váltak Magyarországon. Pár példa:
- „A nemzetközi helyzet egyre fokozódik.”
- „Az élet nem egy habostorta!” – amely nem a rendező-forgatókönyvíró leleménye: eredetileg Andics Erzsébet főiskolai óráján hangzott el.
- „Magyar narancs. Kicsit sárgább, kicsit savanyúbb, de a mienk!" – A Rákosi-rendszerben valóban történtek idehaza is próbálkozások citrusfélék termesztésére – politikai nyomásra (id. Porpáczy Aladár növénynemesítő akadémikus vezetésével), eleve kudarcra ítélve. És természetesen szovjet példát követve, ahol a déli részeken (Kaukázus, Fekete-tenger melléke stb.) évszázadok óta megterem a mandarin, narancs, citrom, és ahol adott volt a klíma és megfelelő talaj.[19][20] (Az 1989 óta megjelenő Magyar Narancs című hetilap a címét a híres mondat után kapta.)[21]

## Értelmezések és kritikák
Pelikán egyszerű, becsületes, szerény természetű, de naiv ember. A kommunistákhoz közeledett, amikor üldözték őket, és azt hiszi, hogy a kommunista rendszer igazságos társadalmat fog alkotni. Öntudatosan teljesíti feladatát, amely megfelel adottságainak és képzési szintjének, melyeknek egyébként tudatában van, és nem kíván többet, de nem élhet nyugodtan a rendszer körülményei között. Előbb csak azzal kell szembesülnie, hogy nehezen tudja ellátni gyerekeit élelemmel, de később a rendszer abszurditásaival is, amelyek közül egyesek gyilkosak. Őszinte erőfeszítéseket tesz, hogy megfeleljen a rendszer abszurd követelményeinek, de végül erkölcsi öntudata nem engedi, hogy hozzájáruljon egy ember indokolatlan elítéléséhez. Juliana Brandt filmkritikust a film egyes elemei a pikareszk regényre emlékeztetik, amelyben egy antihős boldogulni próbál több gazda szolgálatában és így felfedi igazi természetüket. Kudarcai révén feltárja a világ hibáit.
„Pelikán József én vagyok” – jelentette ki egy beszélgetés alkalmával Bacsó Péter – „Én is abszolút lojálisként kezdtem 1945-ben, hittem a szocialista utópiában, harcosa voltam az eszmének.” Csakhogy ő nem maradt naiv, mint Pelikán.
A film egyben szatirikus, komikus és drámai, sőt, tragikus. A komikum forrásai az abszurd helyzetek és a rendszer embereinek karikatúraszerű megjelenése. Bikácsy Gergely szerint a 2000-es évek nézője szemében Pelikán személye vitathatónak tűnhet, mivel nincs meg neki az a „kisemberi” ravaszság, amely például Jaroslav Hašek Švejkjét jellemzi, aki csak tetteti, hogy naiv. Ezért Pelikán arra a következtetésre juttathaja a nézőt, hogy a kommunista diktatúra olyan naiv emberekre támaszkodott, mint ő. Ugyanaz a kritikus úgy véli, hogy a filmben a legjobban megvalósított figura a Virágé, amely élő karikatúra szemvillanásaival, gesztusaival, halk beszédével, szavával, hatalomvágyával és ugyanakkor a felettesével szembeni meghunyászkodásával.
Koltai Tamás szerint „a film – egyébként nem »nagy« film, hanem művészi kordokumentum – az átélésre épít”, ezért azok, akik nem voltak felnőttek 1990 előtt, sok mindent nem érthetnek meg a filmből: sem az általános helyzetet, sem azt, hogy mi volt egy koncepciós per, sem a magyar narancsot, sem a szállóigéket.

## Feldolgozások

### Könyvalakban
1980-ban könyv formájában is megjelent (a film történetétől részben eltérő részekkel).
A könyvváltozat tartalmazza a sötétzárkás jelenetet, illetve a jelenetet a film végén, amikor Pelikán találkozik a villamoson Virág elvtárssal, de a filmmel ellentétben a találkozás nem évek múlva, hanem rögtön a szabadulása után történik. A börtönőr az eredeti „Seggibe lövök” mondatot mondja.
Kiadások
- A Tanú, Magvető, Budapest, 1980, (Rakéta Regénytár), ISBN 9632709616
- Krunski svedok – Roman (A tanú), szerbre fordította: Radoszlav Miroszavljev, Narodna knjiga, Belgrád, 1984
- A Tanú (filmregény, 1969), 3. bővített kiadás, Pelikán, Budapest, 1992, ISBN 9638095237
- A tanú – Megint tanú , társszerző: Fábry Sándor, Pelikán, 1995, ISBN 9638095237
- 3 tanú (A Tanú – 'Megint Tanú – Te rongyos élet…!), karikatúrák: Lehoczky Károly, Kossuth, Budapest, 2001, ISBN 9630942550

### Színpadon
2003. április 12-én a budapesti Karinthy Színház vitte színre először Karinthy Márton rendezésében. A darabot Bacsó mellett Vajda Katalin írta (a főszerepet Hollósi Frigyes játszotta).
Hamvai Kornél is írt egy színdarabot a Thália Színház számára, amelyet 2012-ben mutattak be.
2021. december 1-jén a budapesti Körúti Színház is színpadra állította (színpadra alkalmazta: Szabó Kristóf,
rendező: Galambos Zoltán, Pelikán: Kerekes József)
Bemutatók (Hamvas)
- A Tanú, Thália Színház, Budapest 2012. december 6., (rendező: Balikó Tamás, Pelikán: Csányi Sándor)[28]
- A Tanú, Újszegedi Szabadtéri Színpad, Szeged, 2016. augusztus 12., (rendező: Böhm György, Pelikán: Elek Ferenc)[29]
- A Tanú, Pannon Várszínház, Veszprém, 2019. február 16., (rendező: Vándorfi László, Pelikán: Molnár Ervin)[30]
- A Tanú, Hevesi Sándor Színház, Zalaegerszeg, 2022. szeptember 30., (rendező: Böhm György, Pelikán: Kiss Ernő)[31]